# Antônio Julio Maria Mattioli
Antônio Julio Maria Mattioli OSM (* 20. Juli 1902 in Serra Capanne, Italien; † 13. April 1962) war ein italienischer römisch-katholischer Ordensgeistlicher und Prälat von Acre e Purus in Brasilien.

## Leben
Antônio Julio Maria Mattioli trat der Ordensgemeinschaft der Serviten bei und empfing am 9. August 1925 die Priesterweihe.
1941 wurde er zum Apostolischen Administrator der Territorialprälatur São Peregrino Laziosi no Alto Acre e Alto Purus ernannt. Papst Pius XII. ernannte ihn am 10. Januar 1948 zum Prälaten von São Peregrino Laziosi no Alto Acre e Alto Purus und zum Titularbischof von Lacedaemonia. Der Erzbischof von Belém do Pará, Mário de Miranda Vilas-Boas, spendete ihm am 25. Juli desselben Jahres die Bischofsweihe. Mitkonsekratoren waren der Prälat von Porto Velho, João Batista Costa SDB, und der Prälat von Cochabamba, Berthold Bühl OFM. Er leitete die 1958 in Acre e Purus umbenannte Prälatur bis zu seinem Tod mit nur 59 Jahren.